# 今井清一
今井 清一（いまい せいいち、 1924年〈大正13年〉2月7日 - 2020年〈令和2年〉3月9日）は、日本の歴史学者・政治学者。横浜市立大学名誉教授。専門は日本近現代史・政治史。

## 略歴
1924年、群馬県前橋市に生まれる。群馬県立前橋中学校（現、群馬県立前橋高等学校）、第一高等学校を経て、1942年東京帝国大学法学部政治学科に入学し、1945年9月卒業。編集人を経て1947年、東京帝国大学大学院に進学。
卒業後は1952年より横浜市立大学専任講師となり、1955年より同校助教授、1960年同校教授をつとめた。1991年より湘南国際女子短期大学教授を務めた。
2020年3月9日、肺炎のため死去。96歳没
。墓所は多磨霊園。

## 業績・研究内容
- 丸山眞男に学び、1955年藤原彰・遠山茂樹との共著『昭和史』は亀井勝一郎らとの「昭和史論争」を起こした。

- 「中国の会」は、尾崎秀樹が普通社主宰で1960年ごろに立ち上げ、野原四郎、竹内好、橋川文三、安藤彦太郎、新島淳良、今井らをメンバーとした[5]。

## 受賞・栄典
- 2010年：第16回横浜文学賞受賞[6]。
- 2013年：第62回神奈川文化賞受賞[7]。

## 家族・親族
- 岳父：尾崎秀実。妻・楊子の父で、リヒャルト・ゾルゲと共にゾルゲ諜報団として活動、逮捕され、ゾルゲ事件裁判により死刑（絞首刑）となった。今井は獄中書簡『愛情はふる星のごとく』編集に参加した縁で結婚した。尾崎家の墓所は多磨霊園にある[8]。同地にゾルゲの墓もある。
- 義理の叔父：尾崎秀樹（兄・発実とは異母弟）。尾崎秀樹主宰の「中国の会」にも参加[9]、やはり尾崎が主宰する「ゾルゲ事件研究会」にも参加していた[10]。

## 著書

### 単著
- 『日本の歴史（23） 大正デモクラシー』（中央公論社, 1966年／普及版：中公バックス, 1971年、新版1984年／中公文庫, 1974年、改版2006年）、新版解説大門正克
- 『日本近代史（2）』（岩波書店：岩波全書, 1977年、新版2007年）
- 『大空襲5月29日 第二次大戦と横浜』（有隣堂：有隣新書, 1981年、新版1995年）
- 『横浜の関東大震災』（有隣堂, 2007年）
- 『濱口雄幸伝』（朔北社（上・下）, 2013年）
- 『関東大震災と中国人虐殺事件』（朔北社, 2020年）

共著
- 遠山茂樹・藤原彰共著『昭和史』（岩波新書 青版, 1955年、改訂版1959年）、電子書籍で再刊

### 編著
- 『日本の百年（5）成金天下』（筑摩書房, 1962年、再版1967年、改訂版1978年／ちくま学芸文庫[11], 2008年）鶴見俊輔、橋川文三、松本三之介と編集委員、各・下記も度々再刊
- 『日本の百年（6）震災にゆらぐ』（筑摩書房, 1962年／ちくま学芸文庫[12], 2008年）
- 『現代日本記録全集（20）昭和の動乱』（筑摩書房, 1969年）
- 『近代日本思想大系（33）大正思想集1』（筑摩書房, 1978年）
- 『ドキュメント昭和史（5）敗戦前後』（平凡社, 1978年）
  - 改題普及版『―　本土空襲と八月十五日』（平凡社, 1983年）
- 『体系日本現代史（2）15年戦争と東アジア』（日本評論社, 1979年）
- 『図説 昭和の歴史（6）大戦への道』責任編集（集英社, 1980年）
- 『大正デモクラシー 草の根と天皇制のはざま　思想の海へ（9）』（社会評論社, 1990年）
- 尾崎秀実『新編 愛情はふる星のごとく』（岩波現代文庫, 2003年）

### 共編著
- （橋川文三）『日本の百年（8）果てしなき戦線』（筑摩書房, 1962年／ちくま学芸文庫, 2008年）
- （藤原彰・大江志乃夫）『近代日本史の基礎知識―史実の正確な理解のために』（有斐閣, 1972年）
- 『尾崎秀実著作集』全5巻（勁草書房, 1977-79年）

尾崎秀樹、竹内好、野原四郎、橋川文三と編集委員
- （藤井省三）『尾崎秀実の中国研究』（アジア経済研究所, 1983年）
- （藤原彰）『十五年戦争史』全4巻（青木書店, 1988-89年）

### 編纂史料
- 『現代史史料（4）国家主義運動1』（高橋正衛共編、みすず書房, 1963年）
- 『現代史資料（44）国家総動員2 政治』（伊藤隆共編、みすず書房, 1974年）
- 『北一輝著作集　第二巻』（野村浩一と解説、みすず書房, 1975年）

支那革命外史　国家改造案原理大綱　日本改造法案大綱。のち新版（オンデマンド版）で再刊
- 『開戦前夜の近衛内閣―満鉄「東京時事資料月報」の尾崎秀実政治情勢報告』（尾崎秀実共編、青木書店, 1994年）